# Barhiya
Barhiya är en ort i Indien.   Den ligger i distriktet Lakhisarai och delstaten Bihar, i den nordöstra delen av landet, 1 000 km öster om huvudstaden New Delhi. Barhiya ligger 49 meter över havet och antalet invånare är 43 045.
Terrängen runt Barhiya är mycket platt. Runt Barhiya är det tätbefolkat, med 613 invånare per kvadratkilometer. Närmaste större samhälle är Begusarai, 18,4 km nordost om Barhiya. Trakten runt Barhiya består till största delen av jordbruksmark.